# IC 75
IC 75 ist eine Spiralgalaxie vom Hubble-Typ Sb im Sternbild Fische auf der Ekliptik. Sie ist etwa 555 Millionen Lichtjahre von der Milchstraße entfernt und hat einen Durchmesser von etwa 140.000 Lichtjahren.
Entdeckt wurde das Objekt am 17. Oktober 1892 vom französischen Astronomen Stéphane Javelle.